# Paul Essek
Paul Essek (* 26. Juni 1875 in Göttingen; † 7. Januar 1948 in Zürich) war ein deutsch-schweizerischer Bratschist und Komponist.
Essek studierte als Sohn einer Musiker- und Schauspielerfamilie in Lüttich und Berlin und wurde 1898 Schweizer Bürger. Von 1903 bis zu seinem Tode war er Mitglied des Tonhalle-Orchesters Zürich und wirkte als dessen Solo-Bratschist. Als Mitglied des Zürcher Streichquartetts, dessen Arbeit er sich über dreißig Jahre lang widmete, nahm er einen bedeutenden Platz im Zürcher Musikleben ein. Auftritte in vielen Ländern Europas verschafften ihm und dem Ensemble große Anerkennung. Von 1904 an war er zudem Lehrer am dortigen Konservatorium. Nachfahren Esseks leben heute als Musiker in Südafrika und Deutschland.
Essek ist als Komponist bekannt für seine „Etüden für Violine“ und die „Vortragsstücke für Violine und Klavierbegleitung“. Weniger bekannt sind heute seine Wiegen- und Schlummerlieder sowie die Sammlung „Aus der Kinderzeit“ und die „Kleine Weihnachtsfantasie“. Das Konzert in G-Dur für Violine und Klavier aus dem Jahr 1911 ist heute noch ein beliebtes Lernstück für Anfänger. Diverse Kompositionen schrieb er für seine Kinder, Kollegen und Schüler. Othmar Schoeck, dem er freundschaftlich verbunden war, widmete ihm und den Kollegen des Zürcher Streichquartetts sein Streichquartett in C-Dur (op. 37).